# Luzula denticulata
Luzula denticulata là một loài thực vật có hoa trong họ Juncaceae. Loài này được Liebm. mô tả khoa học đầu tiên năm 1850.